# Wadjetrenput
Wadjetrenput war ein hoher altägyptischer Beamter, der unter der regierenden Königin Hatschepsut im Amt war. Sein wichtigster Titel war Obervermögensverwalter, womit er die königlichen Domänen verwaltete. Er ist nur aus wenigen Quellen bekannt, so dass seine genaue Einordnung in die Regierungszeit der Hatschepsut unsicher ist. Sein Grab konnte bisher nicht identifiziert werden. Er findet auf einer Steinbruchinschrift auf dem Gebel Hammam (nördlich von Assuan) neben Hatschepsut und König Thutmosis III. Erwähnung. Des Weiteren wird Wadjetrenput in einem Brief genannt und erscheint auf verschiedenen Ostraka.